# Sete de Setembro (1874)
Sete de Setembro fue una fragata blindada con casco de madera construida para la Marina Imperial Brasileña durante la Guerra del Paraguay a finales de la década de 1860. La construcción se retrasó por un debate sobre su armamento y no se terminó hasta 1874, cuando el buque ya estaba prácticamente obsoleto. El Sete de Setembro fue trasladado a Río de Janeiro en la década de 1880 y capturado por los rebeldes durante la Revuelta de la Flota de 1893-94. Se hundió tras incendiarse cuando se dirigía a la costa paraguaya. Se hundió tras incendiarse cuando las fuerzas gubernamentales lo recapturaron a finales de 1893.

## Historial de servicio
El Sete de Setembro fue construido en el Arsenal de Marinha da Corte, en Río de Janeiro, el 8 de enero de 1868, en las postrimerías de la Guerra del Paraguay (también conocida como Guerra de la Triple Alianza), en la que Argentina, Uruguay y Brasil se aliaron contra Paraguay. Fue botado el 16 de mayo de 1874, después de largas demoras en cuanto a su armamento, y comisionado el 4 de julio de 1874, cuando ya estaba obsoleto. Fue puesto brevemente en reserva entre agosto de 1876 y junio de 1877. Estuvo destinado en Montevideo a principios de la década de 1880, antes de ser transferido a Río de Janeiro en 1884. El Sete de Setembro fue asignado a la Escuadra Evolution en noviembre de 1885 a pesar de haber sido reclasificado en 1879 como batería flotante en virtud de su débil blindaje y falta de compartimentación. 

### Hundimiento
En 1893, sin embargo, le habían quitado las máquinas y fue capturado por los rebeldes durante la Revuelta de la Flota de 1893-94. Lo remolcaron hasta una posición segura. Lo remolcaron a una posición cercana a la playa de Armação para utilizarlo como puesto de guardia estacionario. El buque fue recapturado el 16 de diciembre de 1893, pero se hundió tras incendiarse.